# Stefan Bötticher
Stefan Bötticher  (né le 1er février 1992 à Leinefelde) est un coureur cycliste allemand. Spécialiste des épreuves de vitesse sur piste, il devient champion du monde de vitesse et de vitesse par équipes en 2013.

## Biographie
En 2008, Stefan Bötticher prend la quatrième place du championnat d'Allemagne de vitesse chez les cadets (moins de 17 ans) et remporte le classement général de la "Albert Richter Sprinter Cup" dans sa catégorie d'âge. L'année suivante, il devient chez les juniors (moins de 19 ans) vice-champion du monde à deux reprises au vitesse et vitesse par équipes. Aux championnats d'Allemagne juniors, il se classe deuxième du keirin et troisième place de la vitesse. Aux mondiaux juniors 2010 à Montichiari, en Italie, il remporte deux médailles, l'argent en vitesse et le bronze en vitesse par équipes avec Philip Hindes et Robert Kanter. Dans la finale du keirin, il chute peu avant l'arrivée et ne se classe donc que sixième. Aux championnats d'Allemagne juniors, il décroche deux titres en vitesse et sur le keirin. En vitesse par équipes, il prend la troisième place avec Max Niederlag et Jannik Markquard. 
En 2011, à l'âge de 19 ans, il devient champion d'Allemagne de vitesse chez les élites, devancant des athlètes de niveau international comme René Enders, Robert Förstemann et Maximilian Levy. Dans le keirin, il prend la troisième place. Peu de temps après, il est triple champion d'Europe espoirs (vitesse, vitesse par équipes et keirin) à Anadia, au Portugal.
Stefan Bötticher est membre du Chemnitzer PSV et court jusqu'en 2012 pour l'équipe professionnelle sur piste Team Erdgas.2012, pour laquelle il participe pour la première fois à la Coupe du monde sur piste 2010-2011. Il remporte le tournoi de vitesse de la Coupe du monde 2011-2012 à Cali devant ses compatriotes et collègues de club Levy et Förstemann. Avec Joachim Eilers et Förstemann, il prend la deuxième place de la vitesse par équipes.
Aux championnats d'Europe espoirs 2012, il remporte la médaille d'or avec Erik Balzer et Eric Engler en vitesse par équipes et conserve ses titres de l'année précédente en remportant la vitesse et le keirin. La même année, il s'adjuge trois titres nationaux en vitesse, vitesse par équipes et keirin.
En 2013, il se révèle au niveau international en devenant devenu double champion du monde à Minsk. Il gagne le tournoi de vitesse, ainsi que la vitesse par équipes avec Levy et René Enders. En raison d'une blessure, il ne peut pas participer à la  Coupe du monde sur piste 2013-2014. À l'automne 2014, il devient à Cottbus champion d'Allemagne de vitesse et du keirin. À partir de 2015, il souffre de problèmes musculaires persistants. En janvier 2016, il doit annuler sa participation à la troisième manche de la Coupe du monde, ce qui met un terme à ses espoirs de sélection pour les mondiaux et les Jeux olympiques de 2016 de Rio de Janeiro.
Après une longue période de rééducation, il reprend l'entrainement en septembre 2017. Au printemps 2018, il est sélectionné pour les mondiaux d'Apeldoorn. Avec Maximilian Levy et Joachim Eilers, il termine cinquième de la vitesse par équipes. En août, aux championnats d'Europe de Glasgow, il remporte trois médailles : l'or en keirin, l'argent en vitesse et le bronze en vitesse par équipes avec Timo Bichler et Eilers. Aux mondiaux 2019, il est médaillé de bronze du keirin.
En août 2021, il participe aux Jeux olympiques de Tokyo, où il se classe cinquième de la  vitesse par équipes et est éliminé rapidement en keirin et vitesse individuelle. Plus tard dans l'année, il décroche le bronze de la vitesse par équipes auc mondiaux (avec Joachim Eilers, Nik Schröter et Marc Jurczyk).
En 2023, il est blessé aux vertèbres et doit subir une nouvelle opération. Il fait son retour à la compétition le 12 avril à Milton (Canada), lors de la troisième manche de la Coupe des nations.

## Palmarès

### Jeux olympiques
| Édition / Épreuve | Keirin | Vitesse individuelle | Vitesse par équipes |
| Tokyo 2020        | 13e    | 13e                  | 5e                  |
| Paris 2024        |        |                      | 6e                  |

### Championnats du monde
| Édition / Épreuve              | Keirin | Vitesse individuelle | Vitesse par équipes                      |
| Moscou 2009 (juniors)          |        | Argent               | Argent                                   |
| Montichiari 2010 (juniors)     |        | Argent               | Bronze                                   |
| Apeldoorn 2011                 |        | 14e                  |                                          |
| Melbourne 2012                 |        | 6e                   |                                          |
| Minsk 2013                     | 6e     | Or                   | Or (avec Maximilian Levy et René Enders) |
| Cali 2014                      |        | Argent               |                                          |
| Saint-Quentin-en-Yvelines 2015 | 8e     | 9e                   |                                          |
| Apeldoorn 2018                 |        |                      | 5e                                       |
| Pruszków 2019                  | Bronze | 10e                  | 4e                                       |
| Roubaix 2021                   |        |                      | Bronze                                   |

### Coupe du monde
- 2011-2012
  - 1er de la vitesse individuelle à Cali
  - 2e de la vitesse par équipes à Cali
- 2012-2013
  - 1er de la vitesse individuelle à Glasgow
  - 1er de la vitesse par équipes à Glasgow (avec René Enders et Robert Förstemann)
  - 1er du keirin à Glasgow
- 2014-2015
  - 1er du keirin à Londres
- 2018-2019
  - 3e de la vitesse par équipes à Berlin
- 2019-2020
  - 2e de la vitesse par équipes à Hong Kong

### Coupe des nations
- 2022
  - 3e de la vitesse par équipes à Milton
  - 3e du keirin à Milton

### Ligue des champions
- 2021
  - 1er du keirin à Palma
  - 1er du keirin à Londres (I)
  - 1er du keirin à Londres (II)
  - 2e de la vitesse à Londres (I)
  - 2e de la vitesse à Londres (II)
  - 3e du keirin à Panevėžys
- 2022
  - 2e du keirin à Palma
  - 3e du keirin à Berlin
  - 3e de la vitesse à Paris
  - 3e du keirin à Londres (I)

### Championnats d'Europe
| Édition / Épreuve     | Keirin | Vitesse individuelle | Vitesse par équipes                     |
| Anadia 2011 (espoirs) | Or     | Or                   | Or (avec Erik Balzer et Joachim Eilers) |
| Anadia 2012 (espoirs) | Or     | Or                   | Or (avec Erik Balzer et Eric Engler)    |
| Apeldoorn 2013        | 7e     | 4e                   |                                         |
| Glasgow 2018          | Or     | Argent               | Bronze                                  |

### Championnats nationaux
- Champion d'Allemagne de keirin juniors en 2010
- Champion d'Allemagne de vitesse individuelle juniors en 2010

- Champion d'Allemagne de vitesse individuelle en 2011, 2012, 2014 et 2022
- Champion d'Allemagne de vitesse par équipes en 2012
- Champion d'Allemagne de keirin en 2012, 2014 et 2022